# 5가지 요약 수치
5가지 요약 수치란 기술통계학에서 자료의 정보를 알려주는 아래의 다섯 가지 수치를 의미한다.
1. 최솟값
2. 제 1사분위수 ({\displaystyle Q_{1}})
3. 제 2사분위수({\displaystyle Q_{2}}), 즉 중앙값
4. 제 3 사분위 수({\displaystyle Q_{3}})
5. 최댓값

## 예제

### R 예제
R 프로그램에서 fivenum() 함수와 summary() 함수를 통해서 5가지 요약 수치를 파악할 수 있다. summary() 함수에서는 평균(mean)을 포함한 6가지 수치를 나타낸다.
```
>
 
height
 
<-
 
c
(
155
,
 
162
,
 
168
,
 
170
,
 
175
,
 
181
,
 
190
)

>
 
fivenum
(
height
)

[
1
]
 
155
 
165
 
170
 
178
 
190

>
 
summary
(
height
)

   
Min.
 
1
st
 
Qu.
  
Median
    
Mean
 
3
rd
 
Qu.
    
Max.

  
155.0
   
165.0
   
170.0
   
171.6
   
178.0
   
190.0

```

## 같이 보기
- 상자 수염 그림
- 최솟값
- 최댓값
- 중앙값
- 통계학